# Новоолександрівка (Троїцька селищна громада)
Новоолекса́ндрівка — село в Україні, у Троїцькій селищній громаді Сватівського району Луганської області. Населення - 471 особа. До 2017 року орган місцевого самоврядування — Новоолександрівська сільська рада.
Село постраждало внаслідок геноциду українського народу, вчиненого урядом СРСР у 1932—1933 роках, кількість встановлених жертв — 138 людей.

## Також
- Перелік населених пунктів, що постраждали від Голодомору 1932—1933 (Луганська область)